# Sarkis Aghajan Mamendo
Sarkis Aghajan Mamendo oder Sarkis Aghadschan Mamindu (syrisch ܣܪܟܝܣ ܐܓܓܢ ܡܡܢܕܘ, kurdisch سرکیس ئاغاجان Serkîs Axacan Mamendo; * 1962 in Diana) ist ein assyrischer Politiker.
Seine Familie stammt ursprünglich aus Hakkâri in der Türkei. Nach dem Völkermord an den Aramäern im Ersten Weltkrieg wanderte die Familie nach Russland aus, dann in den Iran und schließlich in den Irak. Von 2004 bis 2006 war er stellvertretender Ministerpräsident der irakischen Autonomen Region Kurdistan, von 1999 bis 2009 war er Minister für Finanzen. Von 1992 bis 2005 war er Abgeordneter im kurdischen Parlament.